# Cosmopterix albicaudis
Cosmopterix albicaudis là một loài bướm đêm thuộc họ Cosmopterigidae. Nó được tìm thấy ở Jamaica, Trinidad và Tobago và the US Virgin Islands (St Thomas).
Con trưởng thành được sưu tầm giữa nửa sau tháng 1 và nửa sau tháng 4. Con đực có sải cánh 3,2-3,5 mm.